# ويليام دي. باينوم
ويليام دي. باينوم هو محامي وسياسي أمريكي، ولد في 26 يونيو 1846، وتوفي في 21 أكتوبر 1927 في إنديانابوليس في الولايات المتحدة. نشط حزبياً في الحزب الديمقراطي. وقد انتخب عضو مجلس النواب الأمريكي ‏.